# Kontinentální hokejová liga
Kontinentální hokejová liga (KHL, Континентальная хоккейная лига) je mezinárodní profesionální hokejová liga. Byla založena v roce 2008 a navazuje na svého předchůdce, ruskou superligu. Je považovaná za prémiovou ligu v Evropě a Asii a za druhou nejlepší hokejovou ligu na světě.

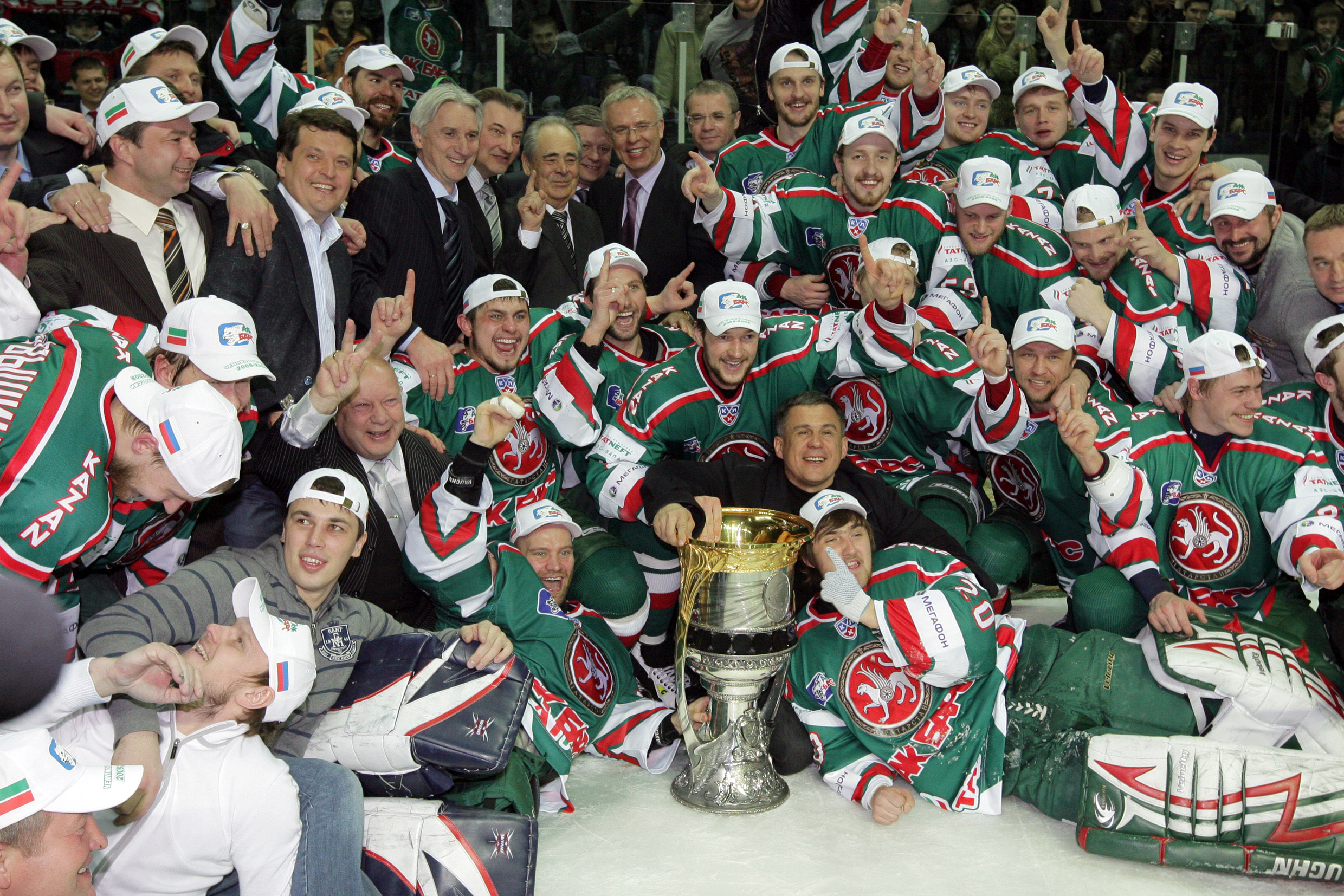
Ak Bars Kazaň se stal vítězem v sezoně 2008/2009, na obrázku hráči s Gagarinovým pohárem

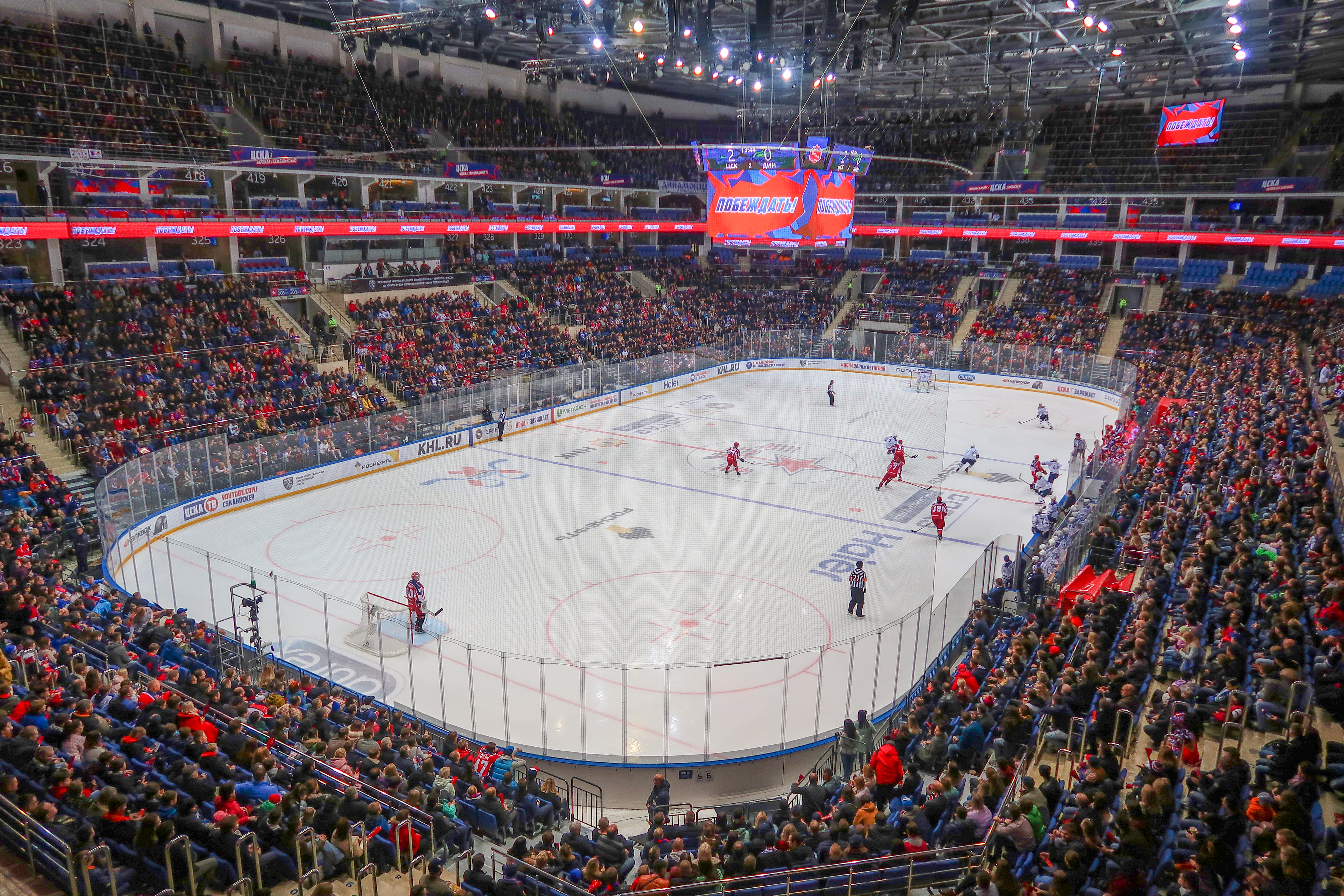
KHL v Petrohradě, zápas Dynamo Moskva vs SKA Petrohrad

KHL složena z 22 klubů (19 klubů z Ruska, po jednom z Kazachstánu, Běloruska a Číny). V historii v lize působily i celky ze Slovenska (HC Slovan Bratislava v letech 2012–2019, HC Lev Poprad v sezóně 2011/2012), Česka (HC Lev Praha působil v letech 2012–2014), Finska, Lotyšska (Jokerit Helsinki a Dinamo Riga odstoupily v sezóně 2021/2022 v reakci na invazi Ruska na Ukrajinu), Ukrajiny a Chorvatska. Velkou většinu tvoří v KHL ruští hráči, ale hrají v ní i hráči z ostatních zemí Evropy a také ze Severní Ameriky. Nejstarší hokejové kluby v ruském hokeji jsou CSKA Moskva, Spartak Moskva, Dynamo Moskva a SKA Petrohrad, které byly založeny v roce 1946.
V premiérové sezóně ve finále zvítězil Ak Bars Kazaň nad Lokomotivem Jaroslavl symbolicky v den letu Jurije Gagarina do vesmíru. Přesně 12. dubna zvedl poprvé v historii Alexej Morozov Gagarinův pohár. V roce 2017 měla KHL nejvyšší celkovou návštěvnost v Evropě s 5,32 miliony v základní části.

## Struktura sezóny
Od roku 2010 se změnila struktura ligy, kluby jsou nyní rozděleny podle geografické polohy a vznikly dvě konference – Východní a Západní, každá konference se dále dělí do dvou divizí. Každý tým v sezóně hraje minimálně dvě hry proti každému z ostatních týmů. V play-off hraje nejlepších osm klubů z každé konference a to na čtyři vítězné zápasy, ve finále vítězové hrají o Gagarinův pohár.

## Hráči
V ruských klubech KHL může hrát jen pět zahraničních hráčů, což znamená, že v základní sestavě může nastoupit pouze 5 hráčů, kteří nemají ruské občanství. Během minulé sezóny hráli v lize hráči minimálně třinácti různých národností. V posledních dvou letech vede KHL spor s NHL ohledně hráčů, kteří nedovoleně odejdou buď z KHL, nebo z NHL. Asi nejznámějším hráčem, kterého se tento spor týká je Alexandr Radulov, který v roce 2008 utekl ze zámořského Nashvillu Predators do ruské Ufy. V říjnu 2010 byl konflikt mezi ligami vypořádán, když obě podepsali novou dohodu ke ctění jejich vzájemných smluv s hráči.

## Historie složení týmů
- Sezóna 2008/2009 – prvního ročníku se zúčastnilo 24 klubů z Ruska, Běloruska, Kazachstánu a Lotyšska.
- Sezóna 2009/2010 – rozdělení ligy na Východní a Západní konferenci. Připojil se Avtomobilist Jekatěrinburg, naopak do nižší soutěže (VHL) přestoupil Chimik Voskresensk.
- Sezóna 2010/2011 – spojením HK Dynamo Moskva a HK MVD Balašicha vznikl HK Dynamo Moskva. Připojil se HK Jugra Chanty-Mansijsk.
- Sezóna 2011/2012 – připojil se slovenský HC Lev Poprad. Jednu sezónu vynechal Lokomotiv Jaroslavl.
- Sezóna 2012/2013 – připojil se slovenský HC Slovan Bratislava, ukrajinský HK Donbass Doněck, Lev v Popradu zanikl, ale v Praze vznikl nový klub stejného jména HC Lev Praha.
- Sezóna 2013/2014 – připojil se chorvatský Záhřeb Medveščak a Admiral Vladivostok.[5]
- Sezóna 2014/2015 – připojil se finský Jokerit Helsinky, HK Lada Toljatti (v KHL vynechala čtyři sezóny) a nový tým HK Soči.[6] Naopak se z ligy stáhl kvůli proruským nepokojům na Ukrajině HC Donbass Doněck[7] a kvůli finančním problémům i HK Spartak Moskva[8] a HC Lev Praha.[9]
- Sezóna 2015/2016 – končí Atlant Mytišči, naopak se do ligy vrací Spartak Moskva.[10]
- Sezóna 2016/2017 – připojil se čínský tým HC Rudá hvězda Kunlun.[11][12]
- Sezóna 2017/2018 – z ligy se stáhl Medveščak Záhřeb a Metallurg Novokuzněck.[13]
- Sezóna 2018/2019 – vyřazeny byly nejslabší celky HK Jugra Chanty-Mansijsk a HK Lada Toljatti, počet zápasů se zvýší z 56 na 62 v základní části.[14]
- Sezóna 2019/2020 – tým HC Slovan Bratislava odstoupil do Tipsport ligy.[15] Sezóna byla ukončena po základní části z důvodu pandemie COVID-19, play-off se nehrálo a titul nebyl udělen.[16]
- Sezóna 2020/2021 – sezónu vynechal Admiral Vladivostok kvůli pandemii, která ovlivnila jejich finanční situaci, od další sezóny se do ligy vrátil.[17]
- Sezóna 2021/2022 – po základní části z ligy odstoupily dva neruské kluby Jokerit Helsinky a Dinamo Riga, z důvodu ruské invaze na Ukrajinu.[18]
- Sezóna 2023/2024 – do této sezóny se po vynechaných 4 sezónách vrací tým HK Lada Toljatti.

## Přehled sezón
| Sezóna  | Gagarinův pohár | Finalista | Kontinentální pohár | Nejproduktivnější hráč | Hráči ČR s titulem | Link |
| ------- | --- | --- | --- | --- | --- | ---- |
| 2008/09 | Ak Bars Kazaň | Lokomotiv Jaroslavl | Salavat Julajev Ufa | Sergej Mozjakin | nikdo |      |
| 2009/10 | Ak Bars Kazaň | HK MVD Balašicha | Salavat Julajev Ufa | Sergej Mozjakin | nikdo |      |
| 2010/11 | Salavat Julajev Ufa | Atlant Mytišči | Avangard Omsk | Alexandr Radulov | Miroslav Blaťák Jakub Klepiš |      |
| 2011/12 | OHK Dynamo Moskva | Avangard Omsk | Traktor Čeljabinsk | Alexandr Radulov | Marek Kvapil Filip Novák Jakub Klepiš                                                                                            |      |
| 2012/13 | OHK Dynamo Moskva | Traktor Čeljabinsk | SKA Petrohrad | Sergej Mozjakin | Marek Kvapil Filip Novák Jakub Petružálek                                                                                        |      |
| 2013/14 | Metallurg Magnitogorsk | HC Lev Praha | OHK Dynamo Moskva | Sergej Mozjakin | Jan Kovář |      |
| 2014/15 | SKA Petrohrad | Ak Bars Kazaň | HC CSKA Moskva | Alexandr Radulov | Roman Červenka |      |
| 2015/16 | Metallurg Magnitogorsk | HC CSKA Moskva | HC CSKA Moskva | Sergej Mozjakin | Jan Kovář Tomáš Filippi |      |
| 2016/17 | SKA Petrohrad | Metallurg Magnitogorsk | HC CSKA Moskva | Sergej Mozjakin | nikdo |      |
| 2017/18 | Ak Bars Kazaň | HC CSKA Moskva | SKA Petrohrad | Ilja Kovalčuk | Jiří Sekáč |      |
| 2018/19 | HC CSKA Moskva | Avangard Omsk | HC CSKA Moskva | Nikita Gusev | nikdo |      |
| 2019/20 | Sezóna 2019/20 byla předčasně ukončena po základní části z důvodu pandemie koronaviru. Play-off se nehrálo a titul nebyl udělen. | Sezóna 2019/20 byla předčasně ukončena po základní části z důvodu pandemie koronaviru. Play-off se nehrálo a titul nebyl udělen. | Sezóna 2019/20 byla předčasně ukončena po základní části z důvodu pandemie koronaviru. Play-off se nehrálo a titul nebyl udělen. | Sezóna 2019/20 byla předčasně ukončena po základní části z důvodu pandemie koronaviru. Play-off se nehrálo a titul nebyl udělen. | Sezóna 2019/20 byla předčasně ukončena po základní části z důvodu pandemie koronaviru. Play-off se nehrálo a titul nebyl udělen. |      |
| 2020/21 | Avangard Omsk | HC CSKA Moskva | HC CSKA Moskva | Vadim Šipačov | Jiří Sekáč Šimon Hrubec |      |
| 2021/22 | HC CSKA Moskva | Metallurg Magnitogorsk | bez vítěze | Vadim Šipačov | nikdo |      |
| 2022/23 | HC CSKA Moskva | Ak Bars Kazaň | SKA Petrohrad | Dmitrij Jaškin | nikdo |      |
| 2023/24 | Metallurg Magnitogorsk | Lokomotiv Jaroslavl | HK Dynamo Moskva | Nikita Gusev | nikdo |      |
| 2024/25 | Lokomotiv Jaroslavl | Traktor Čeljabinsk | Lokomotiv Jaroslavl | Joshua Leivo | nikdo |      |

## Přehled vítězů v KHL
| Tým                    | Gagarinův pohár (celkový vítěz) | Finalista                 | Kontinentální pohár (vítěz ZČ)              |
| ---------------------- | ------------------------------- | ------------------------- | ------------------------------------------- |
| Ak Bars Kazaň          | 2008/09, 2009/10, 2017/18       | 2014/15, 2022/23          | —                                           |
| HC CSKA Moskva         | 2018/19, 2021/22, 2022/23       | 2015/16, 2017/18, 2020/21 | 2014/15, 2015/16, 2016/17, 2018/19, 2020/21 |
| Metallurg Magnitogorsk | 2013/14, 2015/16, 2023/24       | 2016/17, 2021/22          | —                                           |
| HK Dynamo Moskva       | 2011/12, 2012/13                | —                         | 2013/14, 2023/24                            |
| SKA Petrohrad          | 2014/15, 2016/17                | —                         | 2012/13, 2017/18, 2022/23                   |
| Avangard Omsk          | 2020/21                         | 2011/12, 2018/19          | 2010/11                                     |
| Salavat Julajev Ufa    | 2010/11                         | —                         | 2008/09, 2009/10                            |
| Traktor Čeljabinsk     | —                               | 2012/13                   | 2011/12                                     |
| Atlant Mytišči         | —                               | 2010/11                   |                                             |
| HK MVD Balašicha       | —                               | 2009/10                   |                                             |
| Lokomotiv Jaroslavl    | 2024/25                         | 2008/09, 2023/24          | 2024/25                                     |
| HC Lev Praha           | —                               | 2013/14                   |                                             |

- Sezóna 2019/20 byla předčasně ukončena po základní části z důvodu pandemie koronaviru. Play-off se nehrálo a titul nebyl udělen.[16]

## Trofeje

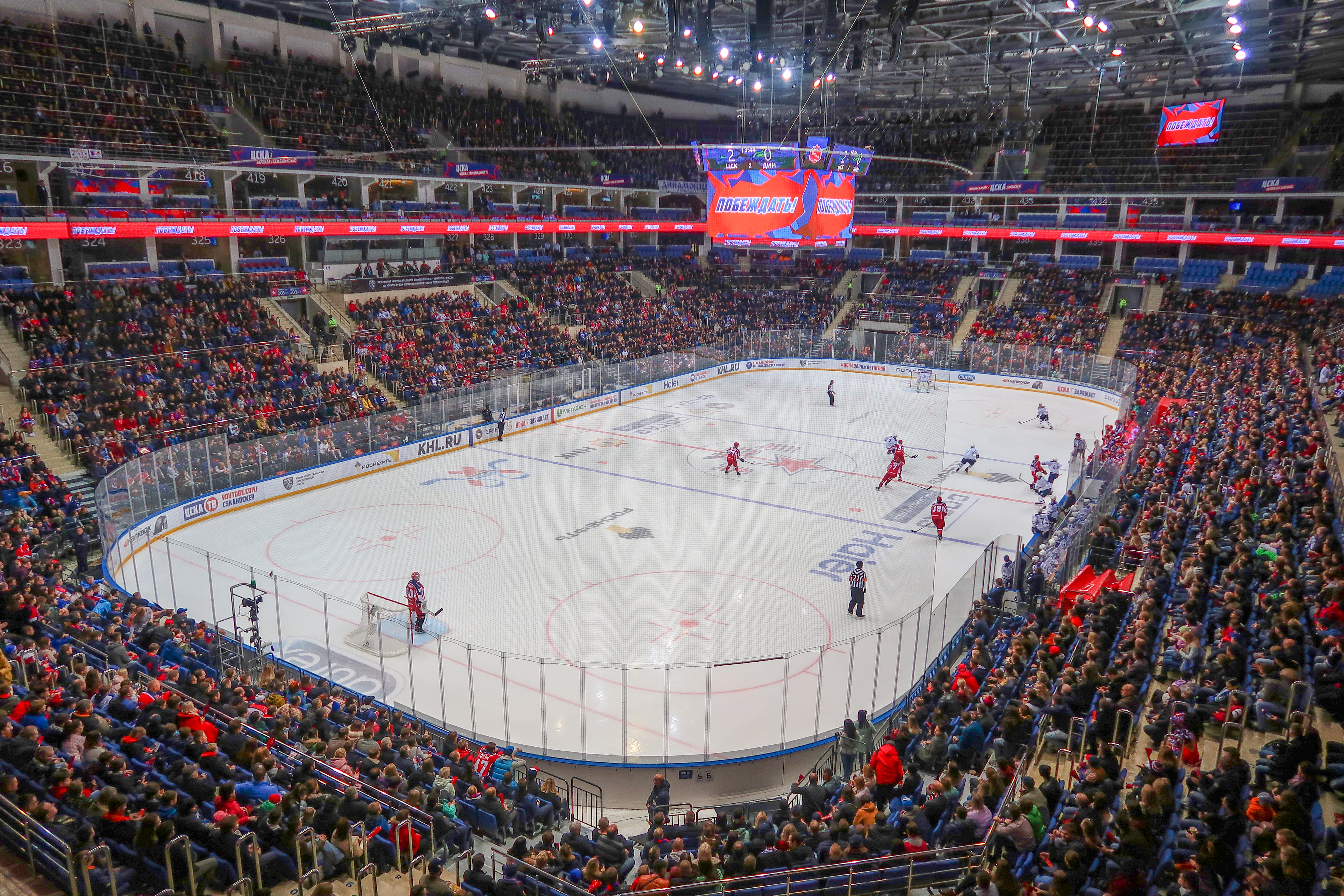
KHL v Petrohradě, zápas Dynamo Moskva vs SKA Petrohrad

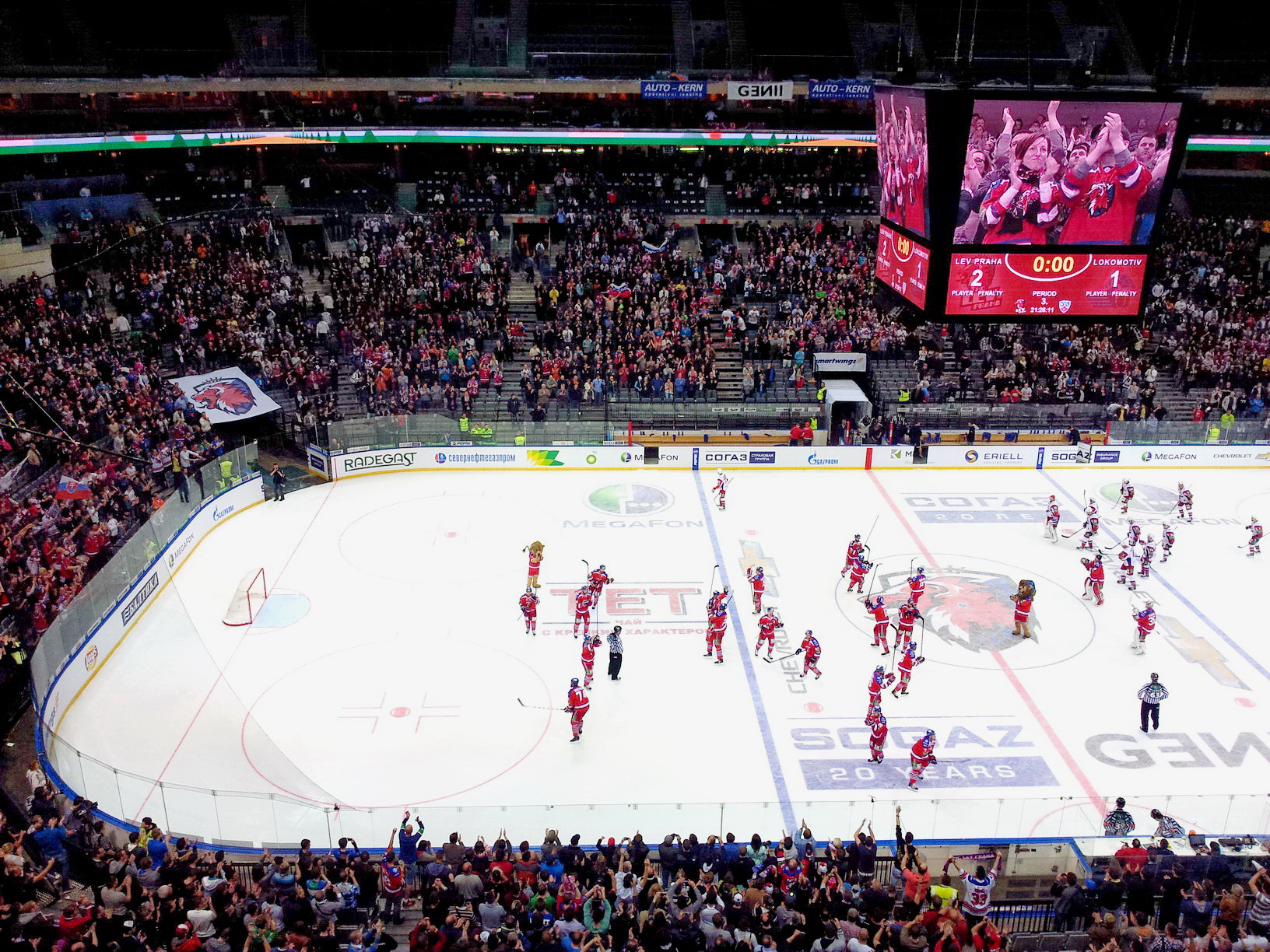
KHL zápas v pražské O_{2} areně

### Týmové trofeje
- Gagarinův pohár (2008–současnost) – udělován vítězi play-off Kontinentální hokejové ligy
- Kontinentální pohár (2009–současnost) – udělován vítězi základní části KHL
- Pohár Západní konference (2009–současnost) – udělován týmu, který se dostal do finále play-off ze západní konference
- Pohár Východní konference (2009–současnost) – udělován týmu, který se dostal do finále play-off z Východní konference
- Pohár Lokomotivu (2008–současnost) – pohárový vítěz hraje s vicemistrem v první den následující sezóny
- Trofej Vsevoloda Bobrova (2008–současnost)

### Individuální trofeje
- Nejproduktivnější hráč – hráč s nejvyšším počtem kanadských bodů
- Nejlepší střelec
- Nejužitečnější hráč – nejlepší v plus/minus bodování
- Obránce roku
- Nejlepší brankář
- Zlatá hokejka – udělována hráči, který nejvíce přispěl k úspěchu svého týmu v základní části KHL
- Mistr play-off – hráč, který nejvíce přispěl k úspěchu svého týmu v play-off
- Trofej Alexeje Čerepanova – nejlepší nováček KHL
- Železný muž – udělována hráči, který odehrál v posledních třech sezonách největší počet zápasů v KHL
- Gentleman na ledě – útočník nebo obránce, hráč který nejlépe kombinuje vysoké dovednosti a slušné chování na ledě
- Sekundová trofej – cena za nejrychlejší a nejpozdnější gól v ligovém zápase
- Trofej za věrnost hokeji – udělovány nejlepším hokejistou veteránovi, který významně přispěl k úspěchu svého týmu
- Nejlepší trojka – udělována nejúčinnějšímu útoku
- Zlatá přilba – trofej odměňující „All-Star“ tým sezóny, tj. nejlepšího brankáře, dva obránce a tři útočníky
- Nejlepší trenér – trenér, který nejvíce přispěl k úspěchu svého týmu
- Trofej Valentina Syče – nejlepší manažer klubu
- Trofej Andreje Starovojtova – nejlepší rozhodčí
- Trofej Dmitrije Ryžkova – nejlepší sportovní reportér
- Nejlepší televizní komentátor – nejlepší hlasatel
- Nejlepší TV – udělována stanici, která významně přispívá k pokrytí a podpoře hokeje

## Kluby na mapě

### Východní konference
| Novosibirsk Chabarovsk Vladivostok Astana Omsk Ufa Kunlun · Jekatěrinburg Čeljabinsk Magnitogorsk Nižněkamsk Kazaň Rozmístění klubů Východní konference (Divize: : Charlamovova, : Černyšovova) |

## Účastníci 2022/2023
| Divize              | Tým                        | Město/Oblast        | Aréna                    | Kapacita            | Češi                | Slováci             |
| Východní konference | Východní konference        | Východní konference | Východní konference      | Východní konference | Východní konference | Východní konference |
| ------------------- | -------------------------- | ------------------- | ------------------------ | ------------------- | ------------------- | ------------------- |
| Černyšovova divize  | Admiral Vladivostok        | Vladivostok         | Fetisov Arena            | 7 500               | Zde                 | Zde                 |
| Černyšovova divize  | Amur Chabarovsk            | Chabarovsk          | Platinum Arena           | 7 100               | Zde                 | Zde                 |
| Černyšovova divize  | Avangard Omsk              | Omsk                | Gdrive Arena             | 12 011              | Zde                 | Zde                 |
| Černyšovova divize  | Barys Astana               | Astana              | Barys Arena              | 11 502              | Zde                 | Zde                 |
| Černyšovova divize  | Salavat Julajev Ufa        | Ufa                 | Ufa Arena                | 8 522               | Zde                 | Zde                 |
| Černyšovova divize  | Sibir Novosibirsk          | Novosibirsk         | Sibir Arena              | 10 634              | Zde                 | Zde                 |
| Charlamovova divize | Ak Bars Kazaň              | Kazaň               | Tatněfť-Arena            | 8 937               | Zde                 | Zde                 |
| Charlamovova divize | Avtomobilist Jekatěrinburg | Jekatěrinburg       | KRK Uralets              | 5 545               | Zde                 | Zde                 |
| Charlamovova divize | CHK Neftěchimik Nižněkamsk | Nižněkamsk          | Neftekhimik Ice Palace   | 5 500               | Zde                 | Zde                 |
| Charlamovova divize | HC Rudá hvězda Kunlun      | Peking              | Aréna Mytišči            | 7 114               | Zde                 | Zde                 |
| Charlamovova divize | Metallurg Magnitogorsk     | Magnitogorsk        | Arena Metallurg          | 7 704               | Zde                 | Zde                 |
| Charlamovova divize | Traktor Čeljabinsk         | Čeljabinsk          | Ledovaja Arena Traktor   | 7 500               | Zde                 | Zde                 |
| Západní konference  |                            |                     |                          |                     |                     |                     |
| Tarasovova divize   | HC CSKA Moskva             | Moskva              | CSKA Aréna               | 12 100              | Zde                 | Zde                 |
| Tarasovova divize   | Dinamo Minsk               | Minsk               | Minsk Arena              | 15 086              | Zde                 | Zde                 |
| Tarasovova divize   | OHK Dynamo Moskva          | Moskva              | VTB Arena                | 10 523              | Zde                 | Zde                 |
| Tarasovova divize   | Lokomotiv Jaroslavl        | Jaroslavl           | Arena 2000               | 9 070               | Zde                 | Zde                 |
| Tarasovova divize   | Severstal Čerepovec        | Čerepovec           | Ledovyj palác            | 5 583               | Zde                 | Zde                 |
| Bobrovova divize    | HK Viťaz Moskevská oblast  | Balašicha           | Ledovyj palác Balašicha  | 5 678               | Zde                 | Zde                 |
| Bobrovova divize    | HK Soči                    | Soči                | Bolšoj                   | 12 000              | Zde                 | Zde                 |
| Bobrovova divize    | SKA Petrohrad              | Petrohrad           | Ledový palác             | 12 300              | Zde                 | Zde                 |
| Bobrovova divize    | Spartak Moskva             | Moskva              | Megasport Arena          | 12 396              | Zde                 | Zde                 |
| Bobrovova divize    | Torpedo Nižnij Novgorod    | Nižnij Novgorod     | Trade Union Sport Palace | 5 500               | Zde                 | Zde                 |

## Televize
Od sezóny 2013 má v Česku, na Slovensku a v Maďarsku na KHL výhradní práva televize Sport 1 a Sport 2 maďarské společnosti AMC Networks International Central Europe (dříve Chello Central Europe), v Česku vysílala vybrané zápasy i Nova Sport a Fanda. V Rusku, USA a Kanadě jsou zápasy vysílány hlavně na televizním kanále KHL-TV, mezinárodně se dá sledovat také na internetu (tv.khl.ru Archivováno 16. 4. 2012 na Wayback Machine.). Práva na vysílání mají také ruské televize Match TV, v Evropě pak Viasat, Sport 1 a 2, TV6, ESPN, Sportitalia 2, Sportdigital.tv, Premier Sports, Hockey TV, DigiSport, Yle, Sportklub a Eurosport-Asia.

## Zápas hvězd KHL

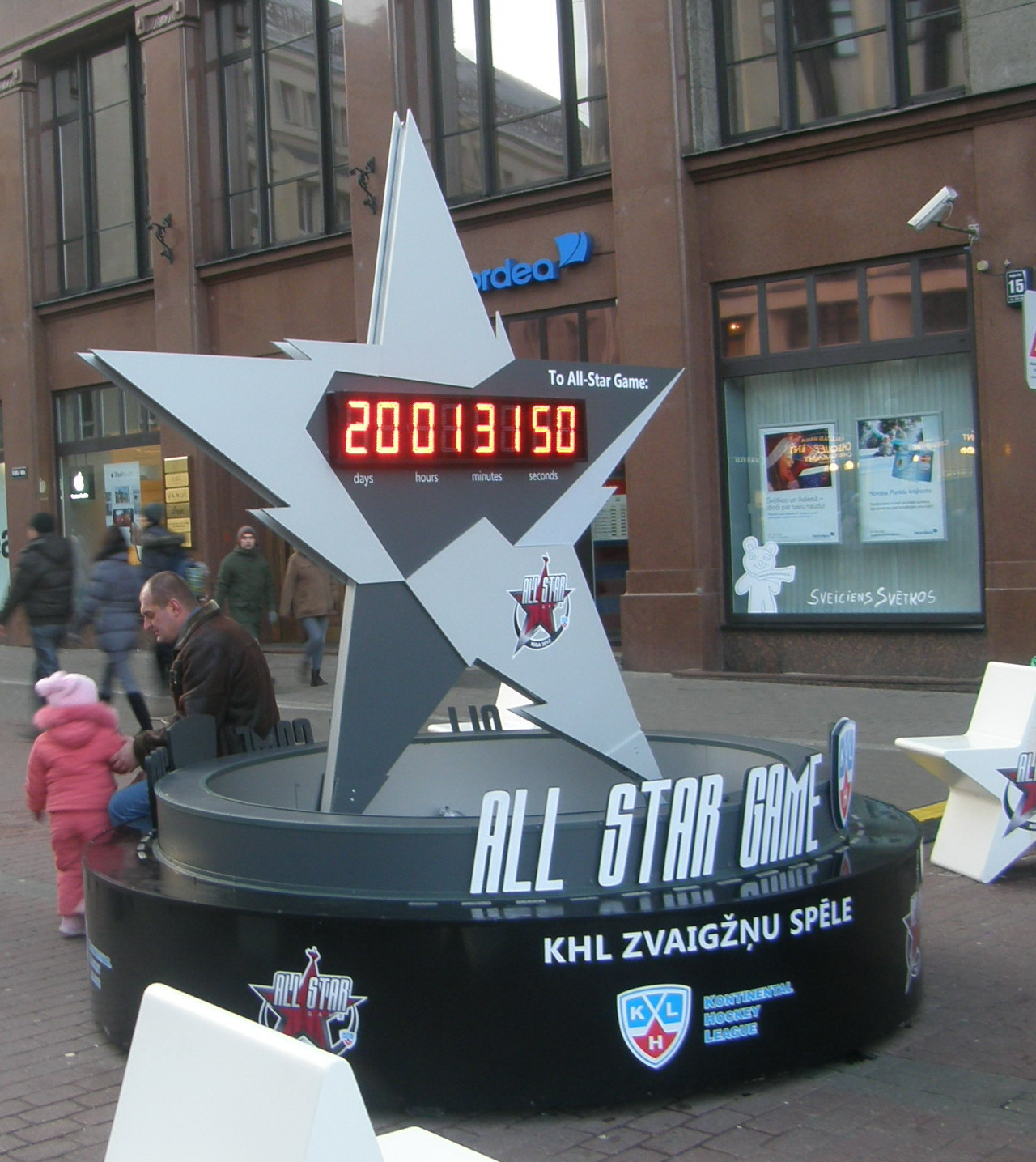
Hodiny odpočítávající All-Star Game

Utkání hvězd KHL je souboj nejlepších hráčů KHL konaný od roku 2009 každoročně v lednu nebo únoru. Dříve proti sobě hrály tým ruských hráčů versus „zbytek světa“, nyní Východní versus Západní konference.

## Návštěvnost
Rekordní nejvyšší návštěvnost celé KHL měl v české O2 areně finálový zápas Lva Praha s Metallurg Magnitogorsk, a to 17 073 diváků.
Celková a průměrná návštěvnost v jednotlivých sezónách je následující:
| Sezóna  | Celková návštěvnost | Průměrná návštěvnost |
| ------- | ------------------- | -------------------- |
| 2008–09 | 3 883 947           | 5298                 |
| 2009–10 | 4 219 305           | 5474                 |
| 2010–11 | 4 288 666           | 5785                 |
| 2011–12 | 4 321 518           | 5891                 |
| 2012–13 | 4 775 366           | 6106                 |
| 2013–14 | 4 596 836           | 6081                 |
| 2014–15 | 5 395 035           | 6422                 |
| 2015–16 | 5,875,645           | 7,065                |
| 2016–17 | 5,892,889           | 7,210                |
| 2017–18 | 5,318,175           | 7,005                |
| 2018-19 | 5,644,804           | 7,544                |
| 2019–20 | 5,118,949           | 6,854                |

## Putinovská propaganda
V březnu 2022 obdržely ruské kluby KHL od ruského hokejového svazu příkaz, aby během svých zápasů vyjadřovaly podle schválených pravidel podporu armádě, která v té době prováděla invazi na Ukrajině. Podle instrukcí měly kluby distribuovat připravené propagandistické letáčky a plakáty, doporučené byly i vzkazy na kostce nad ledem v průběhu utkání. K tomu bylo v dopise uvedeno: „Berte na vědomí, že tato propagace je povinná a musí být dokumentována.“
Finský, švédský a český hokejový svaz se rozhodly, že kdo se po ruské invazi upsal či upíše v KHL, nebude pozván do národní reprezentace.